# Liste der denkmalgeschützten Objekte in Leonding
Die Liste der denkmalgeschützten Objekte in Leonding enthält die 17 denkmalgeschützten, unbeweglichen Objekte der Gemeinde Leonding in Oberösterreich (Bezirk Linz-Land).

## Denkmäler
| Foto |                 | Denkmal | Standort                                      | Beschreibung | Metadaten |
| ---- | --------------- | --- | --------------------------------------------- | --- | --- |
| ja   | Datei hochladen | Wehranlage G’schloss HERIS-ID: 111711 Objekt-ID: 129706                                                                     | Standort KG: Holzheim                         | Anmerkung: Koordinaten an der Grenze der beiden Grundstücke | BDA-Hist.: Q37826209 Status: Bescheid Stand der BDA-Liste: 2025-06-30 Name: Wehranlage G´schloss GstNr.: 571/5, 571/4 |
| ja   | Datei hochladen | Ehem. Befestigungsturm XII, Agnese HERIS-ID: 4960 Objekt-ID: 819                                                            | Lugwiesstraße 15 Standort KG: Holzheim        | Im 1832 errichteten Turm 12, einem sogenannten Normalturm der Linzer Befestigungsanlage, befand sich von 1957 bis 1994 das Atelier und die Wohnung des Malers und Bildhauers Hans Schmidinger, sowie das Lokal „Künstlerklause“. Seit 2007 sind in diesem Objekt Büros und Wohnungen untergebracht. | BDA-Hist.: Q64486662 Status: Bescheid Stand der BDA-Liste: 2025-06-30 Name: Ehem. Befestigungsturm XII, Agnese GstNr.: 228/5 Turm 12 (Turmbefestigung Linz)                                                               |
| ja   | Datei hochladen | Ehem. Befestigungsturm XIII, Genoveventurm HERIS-ID: 82929 Objekt-ID: 96784                                                 | Lugwiesstraße 59 Standort KG: Holzheim        | Der Turm 13 ist ebenfalls ein Normalturm. Er wurde einige Zeit als Sprengstofflager benützt (Pulverturm) und dann diente es als Lager für die Katastrophenausrüstung des Roten Kreuzes. Die Stadt Leonding kaufte den Turm im Jahre 2000 und sanierte ihn teilweise. | BDA-Hist.: Q64486679 Status: Bescheid Stand der BDA-Liste: 2025-06-30 Name: Ehem. Befestigungsturm XIII, Genoveventurm GstNr.: 7/3 Turm 13 (Turmbefestigung Linz)                                                         |
| ja   | Datei hochladen | Painherrnhof, Schloss Holzheim HERIS-ID: 38055 Objekt-ID: 37558                                                             | Peinherr-Weg 2 Standort KG: Holzheim          | Eine Urkunde aus dem Jahre 1075 bestätigt erstmals die Existenz des Painherrenhofes. 1726 brannte das Schloss ab und wurde anschließend neu errichtet. Seither hat es ein stattliches Portal mit einer Marienstatue. | BDA-Hist.: Q1329999 Status: Bescheid Stand der BDA-Liste: 2025-06-30 Name: Painherrnhof, Schloss Holzheim GstNr.: 83/1 Schloss Holzheim                                                                                   |
| ja   | Datei hochladen | Teil der Anschlussmauer Linz HERIS-ID: 41108 Objekt-ID: 41543                                                               | Zaubertal Standort KG: Holzheim               | Von der nicht mehr erhaltenen Warte Walburga führte eine Mauer über den steilen Abhang zur Klause Adelgunde (Burschenschafterturm) hinab. | BDA-Hist.: Q64486668 Status: Bescheid Stand der BDA-Liste: 2025-06-30 Name: Teil der Anschlussmauer Linz GstNr.: 661/2 |
| ja   | Datei hochladen | Ehem. Befestigungsturm IX, Apollonienturm, Stadtmuseum Leonding HERIS-ID: 38054 Objekt-ID: 37557                            | Daffingerstraße 55 Standort KG: Leonding      | Der Turm 9 ist ein Normalturm der maximilianischen Befestigungslinie. Hier befindet sich seit 1999 das Stadtmuseum von Leonding mit archäologische Funden aus der Jungsteinzeit bis ins Frühmittelalter, sowie Informationen zur Befestigungsanlage und der Entwicklung Leondings bis in die heutige Zeit. Das Stadtmuseum erhielt 2009 das Österreichische Museumsgütesiegel. | BDA-Hist.: Q64486666 Status: Bescheid Stand der BDA-Liste: 2025-06-30 Name: Ehem. Befestigungsturm IX, Apollonienturm, Stadtmuseum Leonding GstNr.: 648/20 Turm 9 (Turmbefestigung Linz)                                  |
| ja   | Datei hochladen | Kath. Pfarrkirche Bruder Klaus HERIS-ID: 82756 Objekt-ID: 96601                                                             | Haidfeldstraße 27 Standort KG: Leonding       | Die Kirche hl. Bruder Klaus, geweiht am 24. März 1963, wurde vom Linzer Architekten Hanns Dittenberger geplant und errichtet. Die Kirche hat einen trapezförmigen Grundriss und einen freistehenden Glockenturm. Ein Dach verbindet den Turm mit der Kirche. Darunter ist der Haupteingang der Kirche. | BDA-Hist.: Q23541700 Status: § 2a Stand der BDA-Liste: 2025-06-30 Name: Kath. Pfarrkirche Bruder Klaus GstNr.: 1370/13 |
| ja   | Datei hochladen | Kath. Pfarrkirche Expositurkirche St. Johannes mit Pfarrheim und Jugendzentrum HERIS-ID: 82762 Objekt-ID: 96607             | Harterfeldstraße 2A Standort KG: Leonding     | St. Johannes in Leonding-Hart wurde von Josef Oemer geplant und errichtet. Die künstlerische Gestaltung lag in den Händen von Klaus Liedl. Die Kirche wurde in den Jahren 1981 und 1982 erbaut. Sie hat einen kreisförmigen Grundriss mit dem Kirchturm als Zentrum. Die einzelnen Bauelemente sind unter einem Zeltdach um diesen Mittelpunkt angeordnet. | BDA-Hist.: Q23541824 Status: § 2a Stand der BDA-Liste: 2025-06-30 Name: Kath. Pfarrkirche Expositurkirche St. Johannes mit Pfarrheim und Jugendzentrum GstNr.: 2072/1                                                     |
| ja   | Datei hochladen | Schulzentrum Harter Plateau HERIS-ID: 82763 Objekt-ID: 96608                                                                | Limesstraße 2, 4, 6, 6a Standort KG: Leonding | Die Schule wurde nach Plänen von Karl Odorizzi gebaut und mit Beginn des Schuljahres 1976/1977 in Betrieb genommen. | BDA-Hist.: Q38179191 Status: § 2a Stand der BDA-Liste: 2025-06-30 Name: Schulzentrum Harter Plateau GstNr.: 2046 |
| ja   | Datei hochladen | Wohnhaus HERIS-ID: 76325 Objekt-ID: 89882                                                                                   | Michaelsbergstraße 16 Standort KG: Leonding   | In diesem Haus wohnte Adolf Hitler mit seinen Eltern zwischen 1898 und 1904. | BDA-Hist.: Q38143503 Status: § 2a Stand der BDA-Liste: 2025-06-30 Name: Wohnhaus GstNr.: 512/13 Wohnhaus Hitler (Leonding)                                                                                                |
| ja   | Datei hochladen | Kath. Pfarrkirche hl. Michael mit Fried- und Kirchhof, Kriegerdenkmal (Alte Pfarrkirche) HERIS-ID: 52237 Objekt-ID: 58823   | Michaelsbergstraße 21 Standort KG: Leonding   | Die Pfarrkirche des hl. Michael wurde 1234 urkundlich erwähnt. In der Mitte des 17. Jahrhunderts baute man die im Kern gotische Kirche um. Die einschiffige Kirche besteht aus einem dreijochigen Langhaus mit einem Stichkappentonnengewölbe. Der einjochige Chor mit Kreuzgewölbe ist gegenüber dem Langhaus eingezogen und hat einen Dreiachtelschluss. | BDA-Hist.: Q63885395 Status: § 2a Stand der BDA-Liste: 2025-06-30 Name: Kath. Pfarrkirche hl. Michael mit Fried- und Kirchhof, Kriegerdenkmal (Alte Pfarrkirche) GstNr.: 8/3 Alte Pfarrkirche Leonding                    |
| ja   | Datei hochladen | Pfarrhof HERIS-ID: 82787 Objekt-ID: 96632                                                                                   | Michaelsbergstraße 23 Standort KG: Leonding   | Nach schriftlichen Aufzeichnungen der Pfarre Leonding begann der Bau im Jahre 1640. Die Landwirtschaft des Pfarrhofes war lange Zeit die wirtschaftliche Grundlage der Pfarre. | BDA-Hist.: Q38179247 Status: § 2a Stand der BDA-Liste: 2025-06-30 Name: Pfarrhof GstNr.: 9/1 |
| ja   | Datei hochladen | Ehem. Michaelischule HERIS-ID: 105311 Objekt-ID: 122286                                                                     | Michaelsbergstraße 29 Standort KG: Leonding   | Nachdem die Schule im 44er Haus für die rasch wachsende Zahl der Schüler Leondings zu wenig Platz bot, wurde 1877 die Schule am Michaelsberg errichtet. Schon 1892 musste sie durch einen Anbau erweitert werden. | BDA-Hist.: Q37805065 Status: § 2a Stand der BDA-Liste: 2025-06-30 Name: Ehem. Michaelischule GstNr.: 2/2 |
| ja   | Datei hochladen | Kinderdorfanlage St. Isidor (Verwaltungsgebäude, Kirche, Gutshof, 3 Bildstöcke) HERIS-ID: 111793 Objekt-ID: 129803seit 2012 | St. Isidor 1 Standort KG: Leonding            | 1903 wurden in den drei Bauernhöfen von St. Isidor eine Waisenkolonie eingerichtet. Es war das erste Kinderdorf in Österreich. An die 100 Kinder leben ständig hier, einige hundert besuchen Hort, Kindergarten und die drei Landessonderschulen. Die Kirche St. Isidor wurde 1951/52 nach Plänen von Hans Arndt unter Verwendung von Elementen des Heimatschutzstils errichtet und 1983/84 erweitert. | BDA-Hist.: Q25975625 Status: Bescheid Stand der BDA-Liste: 2025-06-30 Name: Kinderdorfanlage St. Isidor (Verwaltungsgebäude, Kirche, Gutshof, 3 Bildstöcke) GstNr.: 2101/11, 2101/19, 2101/26 Kinderdorfanlage St. Isidor |
| ja   | Datei hochladen | Kath. Pfarrkirche hl. Michael (Neue Pfarrkirche) HERIS-ID: 105077 Objekt-ID: 122039                                         | Stadtplatz 44, neben Standort KG: Leonding    | Die neue Pfarrkirche wurde 1977 nach Plänen des Architekten Roland Rainer als Erweiterung der alten Pfarrkirche direkt anschließend an diese erbaut. Sie hat die Form eines Oktogons, der Altar ist in der Mitte unter der Lichtkuppel, die Sitzreihen steigen ringsum stufenförmig an. Sie wurde aus 100 Jahre alten handgeschlagenen Ziegeln erbaut. Acht Säulen grenzen das zentrale Oktogon gegen den niedrigen, mit dunklem Holz überdeckten Rundgang ab, der die Verbindung zur alten Kirche herstellt. Das Kruzifix entstand um 1430 und zeigt sowohl romanische als auch gotische Stilelemente. Im Kirchenraum befindet sich weiters eine Statue des hl. Michaels (Kopie 1721 einer Statue von Franz Schwanthaler) und Statuen der hll. Petrus, Paulus und Johannes Kantius, im Umgang eine aus einem Eichenstück geschnitzte spätbarocke Pietà. Die Orgel stammt aus der Orgelbauanstalt St. Florian. | BDA-Hist.: Q37804537 Status: § 2a Stand der BDA-Liste: 2025-06-30 Name: Kath. Pfarrkirche hl. Michael (Neue Pfarrkirche) GstNr.: 9/2 Neue Pfarrkirche Leonding                                                            |
| ja   | Datei hochladen | Figurenbildstock Erzengel Michael HERIS-ID: 82925 Objekt-ID: 96779                                                          | Stadtplatz 1 Standort KG: Leonding            | Die Figur des Erzengels Michael mit dem Flammenschwert wurde vermutlich zwischen 1720 und 1730 geschaffen. | BDA-Hist.: Q38179555 Status: § 2a Stand der BDA-Liste: 2025-06-30 Name: Figurenbildstock Erzengel Michael GstNr.: 2256 |
| ja   | Datei hochladen | Galerie „44er Haus“, ehem. Schule HERIS-ID: 82784 Objekt-ID: 96629                                                          | Stadtplatz 44 Standort KG: Leonding           | Das 44er Haus wurde 1832 fertiggestellt und war der dritte Schulhaus von Leonding. Nun beherbergt es die städtische Galerie Leondings. | BDA-Hist.: Q20754274 Status: § 2a Stand der BDA-Liste: 2025-06-30 Name: Galerie „44er Haus“, ehem. Schule GstNr.: 8/2 |